# Orville Peck-diszkográfia
Ez a szócikk Orville Peck diszkográfiája, mely 3. stúdióalbumot, 14 videoklipet, 4 középlemezt, és 9 kislemezt tartalmaz. 

### Stúdióalbumok
| Cím      | Részletek | Legjobb slágerlistás helyezések | Legjobb slágerlistás helyezések | Legjobb slágerlistás helyezések | Legjobb slágerlistás helyezések | Legjobb slágerlistás helyezések | Legjobb slágerlistás helyezések | Legjobb slágerlistás helyezések | Legjobb slágerlistás helyezések | Legjobb slágerlistás helyezések |
| Cím      | Részletek | SCO                             | UK Amer.                        | UK DL                           | UK Cou.                         | US                              | US Cou.                         | US Folk                         | US Indie                        | US Rock                         |
| -------- | --- | ------------------------------- | ------------------------------- | ------------------------------- | ------------------------------- | ------------------------------- | ------------------------------- | ------------------------------- | ------------------------------- | ------------------------------- |
| Pony     | - Megjelent: 2019. március 22. - Label: Sub Pop - Formátum: CD, LP, cassette, digital download, streaming                 | —                               | 8                               | —                               | —                               | —                               | —                               | —                               | 27                              | —                               |
| Bronco   | - Megjelent: 2022. április 8.Sablon:Primary source inline - Label: Columbia - Formátum: LP, digitális letöltés, streaming | 22                              | 18                              | 3                               | 3                               | 80                              | 11                              | 4                               | —                               | 13                              |
| Stampede | - Megjelent: 2024. augusztus 2. - Label: Warner - Formátum: LP, digitális letöltés, streaming                             | ?                               | ?                               | ?                               | ?                               | ?                               | ?                               | ?                               | ?                               | ?                               |

### EP-k
| Cím                    | Részletek                                                                                         | Legjobb slágerlistás helyezések | Legjobb slágerlistás helyezések | Legjobb slágerlistás helyezések | Legjobb slágerlistás helyezések | Legjobb slágerlistás helyezések | Legjobb slágerlistás helyezések |
| Cím                    | Részletek                                                                                         | UK Amer.                        | UK DL                           | US Cou.                         | US Folk                         | US Rock                         | US Sales                        |
| ---------------------- | ------------------------------------------------------------------------------------------------- | ------------------------------- | ------------------------------- | ------------------------------- | ------------------------------- | ------------------------------- | ------------------------------- |
| Show Pony              | - Megjelent: 2020. augusztus 14. - Label: Columbia - Formátum: vinyl, digital download, streaming | 8                               | 17                              | 46                              | 8                               | 50                              | 20                              |
| Bronco: Chapter 1      | - Megjelent: 2022. február 11. - Label: Columbia - Formátum: Streaming                            | —                               | —                               | —                               | —                               | —                               | —                               |
| Bronco: Chapters 1 & 2 | - Megjelent: 2022. március 11. - Label: Columbia - Formátum: Streaming                            | —                               | —                               | —                               | —                               | —                               | —                               |
| Stampede: Vol. 1       | - Megjelent: 2024. május 10. - Label: Warner                                                      | —                               | —                               | —                               | —                               | —                               | —                               |

### Kislemezek

#### Vezető művészként
| Cím                                                                                                  | Év   | Album                                      |
| --- | ---- | ------------------------------------------ |
| "Big Sky"                                                                                            | 2018 | Pony                                       |
| "Dead of Night"                                                                                      | 2019 | Pony                                       |
| "Turn to Hate"                                                                                       | 2019 | Pony                                       |
| "Summertime"                                                                                         | 2020 | Show Pony                                  |
| "No Glory in the West"                                                                               | 2020 | Show Pony                                  |
| "Smalltown Boy" (Spotify Singles)                                                                    | 2020 | Nem album dal                              |
| "Unchained Melody"/"You've Lost That Lovin' Feelin'" (as The Unrighteous Brothers with Paul Cauthen) | 2020 | Nem album dal                              |
| "Born This Way" (The Country Road Version)                                                           | 2021 | Born This Way The Tenth Anniversary        |
| "Miss Chatelaine" (Iron Hoof Remix) (with k. d. lang)                                                | 2021 | Non-album singles                          |
| "Mona Lisas and Mad Hatters"                                                                         | 2022 | Non-album singles                          |
| "This Masquerade"                                                                                    | 2023 | A Song for Leon: A Tribute to Leon Russell |
| "Cowboys Are Frequently, Secretly Fond of Each Other" (with Willie Nelson)                           | 2024 | Stampede: Vol. 1                           |
| "Midnight Ride" (with Kylie Minogue and Diplo)                                                       | 2024 | Stampede                                   |

#### Közreműködő előadóként
| Cím                                              | Év   | Album                 |
| ------------------------------------------------ | ---- | --------------------- |
| "Jackson" (Trixie Mattel featuring Orville Peck) | 2021 | Full Coverage, Vol. 1 |

### Vendégművészként
| Cím                                                                                | Év   | Egyéb művész(ek) | Album                                                           |
| ---------------------------------------------------------------------------------- | ---- | ---------------- | --------------------------------------------------------------- |
| "Intro"                                                                            | 2020 | Diplo            | Diplo Presents Thomas Wesley, Chapter 1: Snake Oil              |
| "I'm Making Believe"                                                               | 2023 | King Princess    | A Small Light (Songs from the Limited Series)                   |
| "This Is Nowhere" (Long Version)                                                   | 2023 | N/A              | Hilda: Season 2 (Original Series Soundtrack)                    |
| "Cowboys Are Frequently, Secretly Fond of Each Other" (Live at The Hollywood Bowl) | 2023 | N/A              | Long Story Short: Willie Nelson 90 (Live at The Hollywood Bowl) |

### Videoklipek
| Cím                                          | Év   | Rendező                        |
| -------------------------------------------- | ---- | ------------------------------ |
| "Big Sky"                                    | 2018 | Deni Cheng                     |
| "Dead of Night"                              | 2019 | Michael Maxxis                 |
| "Turn to Hate"                               | 2019 | Orville Peck Carlos Santolalla |
| "Hope to Die"                                | 2019 | Blake Mawson                   |
| "Nothing Fades Like the Light"               | 2019 | Deni Cheng                     |
| "Queen of the Rodeo"                         | 2020 | Austin Peters                  |
| "Summertime"                                 | 2020 | Drew Kirsch Taylor Fauntleroy  |
| "No Glory in the West"                       | 2020 | Isaiah Seret                   |
| "Legends Never Die" (featuring Shania Twain) | 2020 | Cameron Duddy                  |
| "Jackson" (with Trixie Mattel)               | 2021 | Assaad Yacoub                  |
| "C'mon Baby, Cry"                            | 2022 | Austin Peters                  |
| "Daytona Sand"                               | 2022 | Austin Peters                  |
| "The Curse of the Blackened Eye"             | 2022 | Austin Peters                  |
| "Hexie Mountains"                            | 2022 | Austin Peters                  |